# Малі Ремети
Малі Ремети, Реметя-Міке (рум. Remetea Mică) — село у повіті Тіміш в Румунії. Входить до складу комуни Машлок.
Село розташоване на відстані 399 км на північний захід від Бухареста, 30 км на північний схід від Тімішоари.

## Населення
За даними перепису населення 2002 року у селі проживали 519 осіб.
Національний склад населення села:
| Національність | Кількість осіб | Відсоток |
| -------------- | -------------- | -------- |
| румуни         | 293            | 56,5%    |
| українці       | 199            | 38,3%    |
| угорці         | 17             | 3,3%     |

Рідною мовою назвали:
| Мова       | Кількість осіб | Відсоток |
| ---------- | -------------- | -------- |
| румунська  | 310            | 59,7%    |
| українська | 191            | 36,8%    |
| угорська   | 11             | 2,1%     |